# Point Arguello
Point Arguello is een kaap in de Grote Oceaan langs de westkust van Noord-Amerika, meer precies in Santa Barbara County, in het zuiden van Californië. De kaap ligt nabij de stad Lompoc. 
Point Arguello kreeg zijn naam van George Vancouver, die de kaap naar José Darío Argüello noemde. Argüello was een Spaanse militair die commandant was van het Presidio van Santa Barbara alsook uitvoerend gouverneur van Alta California.
De plaats is vooral bekend als een lanceerbasis voor de United States Navy. Point Arguello werd in 1959 voor het eerst gebruikt om er militaire raketten en sondeerraketten te lanceren. In 1964 werd de site overgedragen aan de United States Air Force, waardoor het onderdeel werd van de aangrenzende Vandenberg Air Force Base. Deze lanceerbasis werd na de vorming van de US Space Force in 2021 hernoemt tot Vandenberg Space Force Base.
De vuurtoren Point Arguello Light bevindt zich op het meest westelijke punt van de kaap. De vuurtoren is er in de eerste plaats voor de schepen in het Santa Barbara Channel, het stuk Grote Oceaan tussen de kaap en de noordelijke Kanaaleilanden van Californië.